# شرفیلد آن لادن
شرفیلد آن لادن (به انگلیسی: Sherfield on Loddon) یک روستا و محله مدنی در بریتانیا است که در Basingstoke and Deane واقع شده‌است. شرفیلد آن لادن ۱٬۶۳۶ نفر جمعیت دارد.